# Andriej Wywołokin
Andrzej Fiodorowicz Wywołokin, ros. Андрей Федорович Выволокин (ur. 19 czerwca?/2 lipca 1901 we wsi Płoskoje, w rejonie stanowliańskim, obwód lipiecki, zm. 30 stycznia 1966) – generał major Wojskowych Sił Powietrznych ZSRR, generał brygady ludowego Wojska Polskiego.

## Życiorys
Od października 1942 roku do listopada 1944 roku był zastępcą dowódcy 6 Armii Lotniczej do spraw politycznych. 29 maja 1944 roku został mianowany generałem majorem lotnictwa. W listopadzie 1944 roku został przeniesiony, razem z innymi oficerami Dowództwa 6 Armii Lotniczej, do Wojska Polskiego i wyznaczony na stanowisko zastępcy dowódcy Lotnictwa Frontu Wojska Polskiego do spraw polityczno-wychowawczych. 1 lipca 1945 roku powrócił do Armii Czerwonej. Do kwietnia 1946 roku pełnił służbę w Grupie Wojsk Armii Czerwonej w Niemczech, a następnie w Gorkowskim Okręgu Wojskowym na stanowisku zastępcy dowódcy lotnictwa. W lutym 1948 roku, po ukończeniu wyższego kursu doskonalenia, został wyznaczony na stanowisko zastępcy dowódcy lotnictwa Zachodniosyberyjskiego Okręgu Wojskowego do spraw politycznych. 14 lipca 1956 roku został przeniesiony do rezerwy.

## Ordery i odznaczenia
- Order Krzyża Grunwaldu III klasy (11 maja 1945)[3]
- Order Lenina
- Order Czerwonego Sztandaru - pięciokrotnie
- Order Wojny Ojczyźnianej I klasy